# Ibrahim al-Muàyyad
Ibrahim al-Muàyyad (? - 866) fou un príncep abbàssida, tercer fill d'al-Mutawàkkil i germà de tres califes (al-Múntassir 861-862, al-Mútazz 866-869 i al-Mútamid 870-892) i d'un regent (al-Muwàffaq, 870-892). Al-Mutawàkkil va establir que després d'ell havien de regnar successivament els seus tres fills al-Múntassir, al-Mútazz i al-Muàyyad.
La guàrdia turca de Samarra va deposar al-Múntassir (9 de juny del 862) i va posar al tron un cosí, al-Mustaín. Els partidaris de Muhàmmad al-Mútazz (de 15 anys), el germà d'al-Múntassir i hereu, es van revoltar, però foren derrotats pels mercenaris turcs. Al-Mustaín va confiscar els béns d'al-Mútazz i el seu germà Ibrahim al-Muàyyad (que aleshores tenia uns 12 o 13 anys), que foren empresonats. Els turcs els volien executar, però la intervenció del secretari en cap (que exercia part de les funcions de visir), Àhmad ibn al-Khassib, els va salvar.
Finalment al-Mustaín va abdicar el gener del 866 sota amenaça de la guàrdia turca i al-Mútazz fou reconegut califa (25 de gener del 866). Inicialment al-Muàyyad va esdevenir hereu al tron, però al-Mútazz el va obligar per la força a renunciar als seus drets i el va fer matar tot seguit (866).